# Capparis himalayensis
Capparis himalayensis là một loài thực vật có hoa trong họ Capparaceae. Loài này được Jafri mô tả khoa học đầu tiên năm 1956.